# ليو لاسين
ليو لاسين (بالإنجليزية: Leo Lassen)‏ هو مذيع ‏ أمريكي، ولد في 5 يوليو 1899، وتوفي في 5 ديسمبر 1975.